# 下津站
下津站（日语：／ Shimotsu eki */?）是位於和歌山縣海南市下津町下津，西日本旅客鐵道（JR西日本）的紀勢本線（紀國線）車站。
舊·下津町中心最近加茂鄉站。

## 歷史
- 1924年（大正13年）8月20日 - 國鐵紀勢西線的初島站至加茂鄉站之間加設此站[1]。
- 1959年（昭和34年）7月15日 - 三木里站至新鹿站之間開通，同時路線由紀勢西線改名為紀勢本線[1]。
- 1987年（昭和62年）4月1日 - 伴隨國鐵分割民營化，車站由西日本旅客鐵道（JR西日本）營運[1]。
- 1990年（平成2年）2月3日 - 現時的車站大樓建成。
- 2018年（平成30年）3月17日 - 當日起整日為無人車站[2]。
- 2020年（令和2年）3月14日 - 車站可以使用「ICOCA」等交通系IC卡[3]。

## 車站構造
車站為地面車站，設有2面2線的相對式月台。設有場內、出發信號機，可作為閉塞的邊界。車站大樓位於和歌山方向的月台側，設有跨線橋連接反方向的月台（御坊方向），和歌山方向月台與車站大樓之間沒有梯級。
車站由和歌山站管理，為無人車站。設有1台觸控面板式自動售票機。
此站鄰近丸善石油下津煉油廠，在該處設有鐵路運輸設備，罐車會在上下行本線之間的中線停泊。現時路軌已經撤走，使上下行線之間設有一條路軌的空隙。

### 月台
| 月台 | 路線   | 方向               |
| ---- | ------ | ------------------ |
| 1    | 紀國線 | 和歌山、天王寺方向 |
| 2    | 紀國線 | 御坊、新宮方向     |

- 以上的路線名是使用旅客資訊上的名稱（愛稱）。

## 使用狀況
以下列出近年1日平均乘車人次。
| 年度   | 一日平均 乘車人次 |
| ------ | ----------------- |
| 1998年 | 735               |
| 1999年 | 698               |
| 2000年 | 685               |
| 2001年 | 634               |
| 2002年 | 611               |
| 2003年 | 591               |
| 2004年 | 594               |
| 2005年 | 585               |
| 2006年 | 567               |
| 2007年 | 538               |
| 2008年 | 519               |
| 2009年 | 496               |
| 2010年 | 485               |
| 2011年 | 476               |
| 2012年 | 460               |
| 2013年 | 488               |
| 2014年 | 463               |
| 2015年 | 480               |
| 2016年 | 460               |
| 2017年 | 455               |

## 車站周邊
- 海南市下津行政局下津出張所
- 海南市民交流中心
- 海南市下津圖書館
- 海南市拝待體育館
- 海南市立下津小學
- 海南市立下津第一中學
- 下津郵局
- 熊野古道
- 國道42號

## 巴士路線
- 海南市社區巴士　鰈川線

加茂鄉站、冷水浦站、海南站、海南醫療中心方向 ／ 鰈川方向面 （平日、星期六各3往返班次）

## 相鄰車站
西日本旅客鐵道
 紀國線（紀勢本線）
■快速
通過
■普通（包括在阪和線內的快速及紀州路快速列車）
初島－下津－加茂鄉

## 注腳
1. 1 2 3 4  曾根悟（日语：曽根悟）（監修）. 朝日新聞出版分冊百科編集部（編集） , 编. . 朝日百科週刊. 25號 紀勢本線、參宮線、名松線. 朝日新聞出版. 2010-01-10: 18–21.
2. ↑  . 西日本旅客鐵道.   [2018-03-05]. （原始内容存档于2018-03-05）.
3. ↑  ２０２０年春ダイヤ改正について （页面存档备份，存于） JR西日本和歌山分社 2019年12月13日發布，2020年3月7日參閱
4. ↑  『和歌山縣統計年鑑』及『和歌山縣公共交通機關等資料集』

## 外部連結
- 下津｜車站資訊：JR出門網 - 西日本旅客鐵道